# باتريشيا أركيت
باتريشيا أركيت (بالإنجليزية: Patricia Arquette) مواليد 8 أبريل 1968 في شيكاغو، إلينوي، الولايات المتحدة، هي ممثلة أمريكية بدأت مسيرتها الفنية عام 1987. وهي من الفائزات بجائزة إيمي. كما أنها فازت بجائزة الأوسكار لسنة 2015 كأفضل ممثلة مساعدة عن دورها في فيلم صِبَا - Boyhood، وهو أول ترشيح لها لجوائز الأوسكار في مسيرتها الفنية.

## أعمالها
| أعمالها                             | الدور/الوظيفة                 |
| ----------------------------------- | ----------------------------- |
| مرحلة أخرى                          | جيليان ليبرمان                |
| فعل القتل                           |                               |
| حكاية لعبة 4                        | (صوت)                         |
| المهووس                             | روز                           |
| سي إس آي: سايبر                     | آفري رايان                    |
| سي إس آي: الجرائم الإلكترونية 2     | أفيري ريان                    |
| صبا                                 | أوليفيا                       |
| لمحة من داخل عقل تشارلز سوان الثالث | إيزي                          |
| فتاة في تقدم                        | السيدة أرمسترونج              |
| وسط                                 | أليسون دوبوا                  |
| إظهار الموتى                        |                               |
| حبيب وداع                           |                               |
| مدينة الهاي-لو                      | مونا بيرك                     |
| الطريق السريع المفقود               | (رينيه ماديسون / وكفيلد أليس) |
| العميل السري                        | ويني فيرلوس                   |
| المزاح مع كوارث                     | نانسي كوبلين                  |
| الزواج المقدس                       | هافانا                        |
| بعيد شمالا                          | جيلي                          |
| أب                                  | ستايسي هولدر                  |
| كابوس شارع إيلم 3: محاربي الحلم     | كريستين باركر                 |

## روابط خارجية
- باتريشيا أركيت على موقع IMDb (الإنجليزية)
- باتريشيا أركيت على موقع ميتاكريتيك (الإنجليزية)
- باتريشيا أركيت على موقع الموسوعة البريطانية (الإنجليزية)
- باتريشيا أركيت على موقع روتن توميتوز (الإنجليزية)
- باتريشيا أركيت على موقع مونزينجر (الألمانية)
- باتريشيا أركيت على موقع قاعدة بيانات الأفلام العربية
- باتريشيا أركيت على موقع ألو سيني (الفرنسية)
- باتريشيا أركيت على موقع ميوزك برينز (الإنجليزية)
- باتريشيا أركيت على موقع تيرنر كلاسيك موفيز (الإنجليزية)
- باتريشيا أركيت على موقع أول موفي (الإنجليزية)

قالب:جائزة دائرة نقاد فانكوفر السينمائي لأفضل ممثلة مساعدة